# Wierzbiczany (województwo kujawsko-pomorskie)
Wierzbiczany – wieś w Polsce położona w województwie kujawsko-pomorskim, w powiecie inowrocławskim, w gminie Gniewkowo.

## Historia
Miejscowość wzmiankowano po raz pierwszy w 1343 roku z okazji spotkania w niej króla Kazimierza Wielkiego i Wielkiego Mistrza Zakonu Krzyżackiego Rudolfa von Weitzem. W 1459 majątek Wierzbiczany został nadany Wojciechowi z Krotoszyna z rodu Leszczyców. Od 1583 roku właścicielem był Jan Rusinowski. W XVIII wieku właścicielami byli Garczyńscy. W 1840 roku klucz majątkowy przeszedł w ręce braci von Roy.

## Podział administracyjny
W latach 1975–1998 miejscowość należała województwa bydgoskiego.

## Demografia
Według Narodowego Spisu Powszechnego (III 2011 r.) wieś liczyła 332 mieszkańców. Jest siódmą co do wielkości miejscowością gminy Gniewkowo.

## Zabytki
Według rejestru zabytków NID na listę zabytków wpisany jest zespół pałacowy z 2 poł. XIX w., nr rej.: A/1101/1-2 z 15.06.1985:
- pałac wybudowany w latach 1845-1846. Neorenesansowy pałac zaprojektowany został przez Friedricha Augusta Stülera dla braci Ryszarda i Hermanna von Roy, od 1840 właścicieli majątku[6]. Od początku XX wieku pałac był własnością rodziny de Harnier (von Harnier).
- neogotycka kaplica
- park w stylu angielskim o powierzchni około 10 ha.

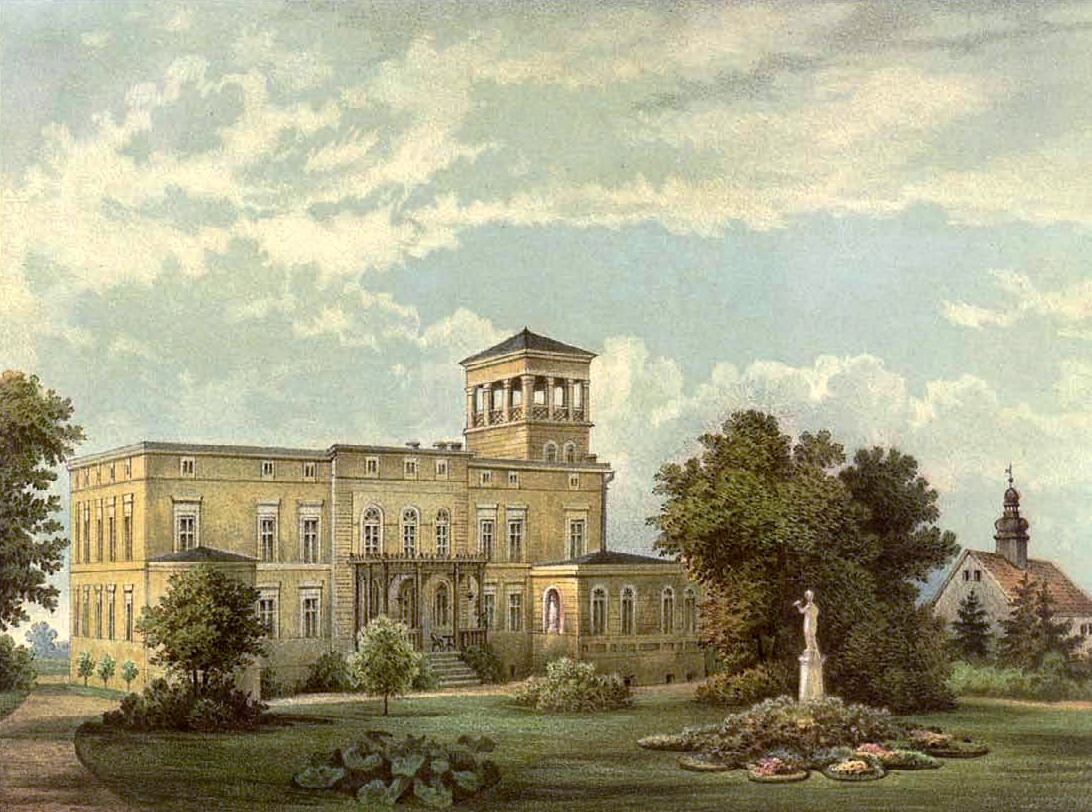
Pałac na rycinie z XIX w.